# Chlorolydella glauca
Chlorolydella glauca là một loài ruồi trong họ Tachinidae.